# Blaževci (Republika Serbska)
Blaževci (cyr. Блажевци) – wieś w Bośni i Hercegowinie, w Republice Serbskiej, w gminie Teslić. W 2013 roku liczyła 1 mieszkańca.